# BeagleBoard

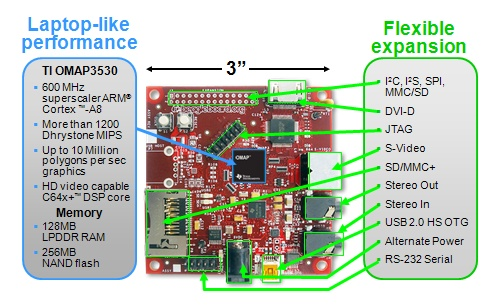
La targeta Beagle explicada (anglès)

BeagleBoard, en anglès la targeta Beagle, és un projecte de desenvolupament d'ordinador amb "maquinari de codi obert", en una sola targeta basada en el xip de Texas Instruments OMAP3530 del tipus sistema en un xip i el sistema operatiu Linux.
El xip del processador incorpora un nucli ARM Cortex-A8 i un nucli processador de senyals digitals de procés digital de senyals.
La finalitat d'aquest projecte és aconseguir un ordinador potent i de baix consum i baix cost, amb dimensions reduïdes i ampliable.
Aquest sistema no es proposa com un producte acabat amb garantia, sinó com una plataforma "en procés de desenvolupament", sota llicència Creative Commons "Reconeixement-CompartirIgual 3.0", sense garantia ni suport excepte el comunitari a través dels fòrums.
Aquest projecte és atribuïble a Gerald Coley segons s'especifica a la llicència.

El projecte està suportat per Texas Instruments i per Digi-Key que el comercialitza.
BeagleBoard és un projecte obert i conté un wiki per hostatjar els projectes de qualsevol que vulgui ampliar la plataforma.

## Especificacions de la família de targetes Beagle
| BeagleBoard-X15 | BeagleBone | BeagleBone Black |
| --------------- | ---------- | ---------------- |
|                 |            |                  |

|                        | BeagleBoard-X15                                                  | BeagleBone Black | BeagleBone | BeagleBoard-xM                                                                 | BeagleBoard                                                     | PocketBeagle |
| ---------------------- | ---------------------------------------------------------------- | --- | --- | ------------------------------------------------------------------------------ | --------------------------------------------------------------- | --- |
| Data de sortida:       | 23 Setembre 2016                                                 | 23 Abril 2013 | 31 Octobre 2011 | 4 Setembre 2010                                                                | 28 Juliol 2008                                                  | Gener 2018 |
| SoC                    | Sitara AM5728                                                    | AM3358/9 | AM3358/9 | DM3730                                                                         | OMAP3530                                                        | Octavo Systems OSD3358 1GHz ARM® Cortex-A8 + M Cortex M3̟                                                                             |
| CPU                    | Dual ARM Cortex-A15 + Dual ARM M4 (212 MHz) + Quad PRU (200 MHz) | Cortex-A8 + Dual PRU (200Mhz)                                                                                               | Cortex-A8 + Dual PRU (200Mhz)                                                                                          | Cortex-A8 + Dual PRU (200Mhz)                                                  | Cortex-A8 + Dual PRU (200Mhz)                                   | ARM® Cortex-A8 + M Cortex M3̟ |
| Frq (MHz)              | 1500                                                             | 1000 | 720 | 1000                                                                           | 720                                                             | 1 GHz |
| GPU                    | Dual PowerVR SGX544                                              | PowerVR SGX530 (200 MHz) | PowerVR SGX530 (200 MHz)                                                                                               | PowerVR SGX530 (200 MHz)                                                       | PowerVR SGX530 (200 MHz)                                        | 3D graphics accelerator |
| DSP                    | Dual TMS320C66x(700 MHz)                                         | N/A | N/A | TMS320C64x+(800 MHz)                                                           | TMS320C64x+(520 MHz)                                            | Neon Floating-point accelerator |
| Memòria en placa :     | 8-bit eMMC 4 GB, targeta microSD                                 | 8-bit eMMC (Rev B: 2 GB Ångström pre-installed, ReV C: 4 GB Debian pre-installed), targeta microSD 3.3 V (ve sense targeta) | targeta microSD card 3.3 V (targeta amb Ångström)                                                                      | targeta microSD (targeta amb Ångström)                                         | 256MB NAND Flash, targeta SD/MMC                                | targeta microSD |
| Xarxes en placa :      | Dual Gigabit Ethernet                                            | Fast Ethernet (MII based)                                                                                                   | Fast Ethernet (MII based)                                                                                              | Fast Ethernet (via USB hub with Ethernet)                                      | N/A                                                             | - |
| Ports USB:             | 3 x USB 3.0 Type A Host 4 x USB 2.0 Host 1 x Micro USB Type B    | 1 x Standard A host port (direct). 1x mini B device port (direct)                                                           | 1 x Standard A host port (direct). 1x mini B device port (via hub)                                                     | 4 x Standard A host port (via hub with Ethernet). 1x mini AB OTG port (direct) | 1 x Standard A host port (direct). 1x mini AB OTG port (direct) | Micro USB Type B |
| Memòria (SDRAM):       | 2048 MiB DDR3L                                                   | 512 MiB DDR3 | 256 MiB DDR2 | 512 MiB DDR2                                                                   | 128 MiB (rev B) DDR 256 MiB (rev C+) DDR                        | 512MB DDR3 |
| Sortides de Video :    | HDMI, LCD via Expansion                                          | Micro-HDMI, cape add-ons | cape add-ons | DVI-D, S-Video                                                                 | DVI-D, S-Video                                                  | - |
| Sortides d'Audio :     |                                                                  | Micro-HDMI, cape add-ons | cape add-ons | 3.5mm audio jack                                                               | 3.5mm audio jack                                                | - |
| Mida :                 | 107 mm × 102 mm (4.2 in × 4.0 in)                                | 86.40 mm × 53.3 mm (3.402 in × 2.098 in)                                                                                    | ? | 78.74 mm × 76.2 mm (3.1 in × 3.0 in)                                           | ?                                                               | 55 mm x 35 mm |
| Pes :                  | TBA                                                              | 39.68 g (1.400 oz) | ? | ?                                                                              | ?                                                               | ? |
| Alimentació:           | 5A @12 V                                                         | 210–460 mA @5 V | 300–500 mA @5 V | ?                                                                              | ?                                                               | ? mA @5 V |
| Connector alimentació: | 2.5 mm x 5.5 mm 12 V jack                                        | Mini USB or 2.1 mm x 5.5 mm 5 V jack                                                                                        | Mini USB or 2.1 mm x 5.5 mm 5 V jack                                                                                   | Mini USB or 2.1 mm x 5.5 mm 5 V jack                                           | Mini USB or 2.1 mm x 5.5 mm 5 V jack                            | - |
| Altres perifèrics:     | 7xUART, LCD, GPMC, 1x SPI, 1x I²C, 1x CAN bus                    | 4xUART, 8x PWM, LCD, GPMC, MMC1, 2x SPI, 2x I²C, A/D Converter, 2x CAN bus, 4 Timers                                        | 4xUART, 8x PWM, LCD, GPMC, MMC1, 2x SPI, 2x I²C, A/D Converter, 2x CAN bus, 4 Timers, FTDI USB to serial, JTAG via USB | McBSP, DSS, I²C, UART, LCD, McSPI, PWM, JTAG, camera interface                 | McBSP, DSS, I²C, UART, McSPI, PWM, JTAG                         | Connector de 72 pins amb alimentació, bateria I/Os, high-speed USB, 8 analog inputs, 44 digital I/Os i nombrosos perifèrics digitals |

## Clons
- IGEPv2 - fabricat per ISEE de Terrassa[2] - una targeta lleugerament més llarga que inclou més RAM, Bluetooth i WiFi, un USB mestre (ang:USB host) i un connector Ethernet
- EBVBeagle Board - clon de Beagle Board fet per EBV Elektronik
- ICETEK minitargeta (xinesa)[3]
- DevKit8000 (Xinès)[4]

## Altres plataformes similars
- Sistemes similars : Raspberry Pi, ODROID, OLinuXino, Banana Pi, Cubieboard, Origen[5] de Samsung,[6]Pandaboard[7] de Texas Instruments

- Llista d'ordinadors monoplaca

## Relacionat
- Linaro[8] Organisme sense ànim de lucre que promou edicions basades en Linux per a sistemes incrustats ARM basat en estàndards.